# 블루피시 (소프트웨어)
블루피시(Bluefish)는 프로그래밍과 웹사이트 개발을 위한 다양한 도구들을 갖춘 자유-오픈 소스 소프트웨어 고급 문서 편집기이다. HTML, XHTML, CSS, XML, PHP, C, C++, 자바스크립트, 자바, Go, 발라, 에이다, D, SQL, 펄, 콜드퓨전, JSP, 파이썬, 루비, 셸을 포함한 코딩 언어를 지원한다. 리눅스, macOS, 윈도우를 포함한 수많은 플랫폼에서 사용할 수 있으며 독립적인 애플리케이션으로서 실행하거나 그놈과 연동해서 사용할 수 있다.

## 같이 보기
- HTML 편집기 목록